# Lewa Airport
Lewa Airport är en flygplats i Kenya.   Den ligger i länet Meru, i den centrala delen av landet, 180 km norr om huvudstaden Nairobi. Lewa Airport ligger 1 700 meter över havet.
Terrängen runt Lewa Airport är kuperad åt sydost, men åt nordväst är den platt. Runt Lewa Airport är det tätbefolkat, med 266 invånare per kvadratkilometer. Det finns inga samhällen i närheten. Omgivningarna runt Lewa Airport är en mosaik av jordbruksmark och naturlig växtlighet.